# Distrofina

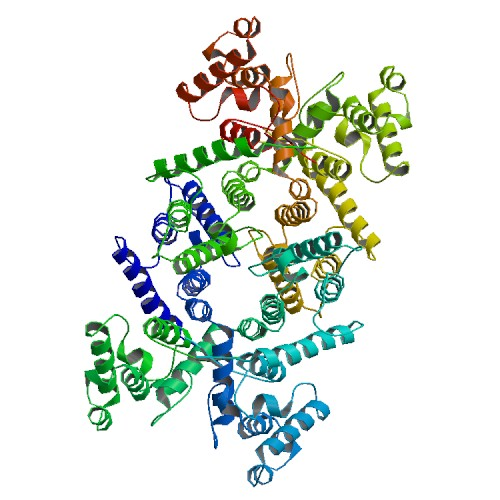
Distrofina. Imagen procedente del Banco de Datos de Proteínas.

La distrofina es una proteína citoesqueletica bastoniforme, de gran tamaño (427 kDa),  mide alrededor de 150 nm, con una cabeza corta y una cola larga que está ubicada justo debajo de la membrana plasmática  de la célula muscular esquelética.  Su función se relaciona con el anclaje de las proteínas musculares citoplásmicas a la membrana celular. Según su secuencia de aminoácidos (3865 bis), la distrofina consta de cuatro de Dominios:
1. Dominio de unión a la actina  (Aminoácidos 14-240)
2. Dominio central en barra  (Aminoácidos 253 a 3040)
3. Dominio Rico en cisteína (Aminoácidos 3080 a 3360)
4. Dominio carboxi-terminal (Aminoácidos 3361-3685)

En la porción final de la cola se une actina F. Dos grupos de proteínas trasnmembrana - α- y β-distroglucanos y α-, β-, γ-, y δ-sarcoglucanos –participan en un complejo distrofina-glucoproteina que vincula la distrofina con las proteínas de la matriz extracelular laminina y agrina. Los distroglucanos forman el verdadero enlace entre la distrofina y la laminina; los sarcoglucanos solo se asocian con los distroglucanos en la membrana.

## Patología
La ausencia o deficiencia de distrofina es responsable de dos trastornos que causan la destrucción progresiva del músculo. El gen responsable  DMD se encuentra en el brazo corto del cromosoma X en el locus Xp21. El gen es extremadamente grande, que comprende más de 2,5 millones de pares de bases y 79 exones o regiones codificantes. Aproximadamente dos tercios de los casos están asociados con una deleción detectable o la duplicación de segmentos dentro del gen. Los otros son presumiblemente debido a mutaciones puntuales demasiado pequeñas para ser detectadas utilizando técnicas estándar. Puntos calientes de estas supresiones de genes existen, sobre todo entre los exones 43 y 52 y 44 y sobre todo 49 (Nobile et al., 1997). Si la deleción está en el marco o fuera del marco determina si la distrofina está ausente en el músculo o presente en una forma alterada reducida. Esto tiene importancia clínica, porque el primero se asocia generalmente con la enfermedad de Duchenne variante grave (DMD), mientras que el último puede causar la más leve variante de Becker (BMD). En BMD, la distrofina anormal conserva suficiente función para retrasar el progreso de la enfermedad.

## Distrofia muscular de Duchenne (DMD)

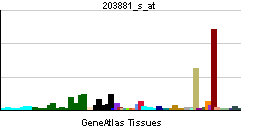
Patrón de expresión del gen de la DMD.

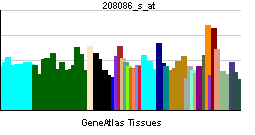
Patrón de expresión del mismo gen.

La distrofia muscular de Duchenne (DMD) es una de las  distrofias  más comunes y más graves  que afectan al ser humano. Se hereda en forma recesiva ligada al sexo; el gen que la determina está ubicado en el brazo corto del cromosoma XM; este gen es incapaz de codificar la proteína Distrofina, lo que se traduce en un deterioro progresivo de las fibras musculares. La incidencia es de 1:3.300 hombres nacidos vivos.Aunque el problema está presente desde la gestación, el diagnóstico puede demorar hasta los 3 o 5 años, edad en que se hace evidente la falta de fuerza proximal que compromete la cintura pelviana, produciéndose una marcha anadeante, dificultad para levantarse del suelo.
El compromiso es progresivo; el avance de la enfermedad varía un poco de un niño a otro. Generalmente la debilidad muscular primero afecta los pies, el frente de los muslos, la cadera, la barriga, los hombros y los codos. Después afecta los músculos de las manos, la cara y el cuello. Es frecuente, no obstante, que se necesite una silla de ruedas hacia la edad de los 12 años. La respiración se afecta durante las etapas tardías de Duchenne, llevando a infecciones respiratorias, severos problemas respiratorios marcan las etapas finales de la enfermedad, la cual usualmente cobra la vida del paciente alrededor de los 20. Si bien es cierto que la miocárdica también se compromete, rara vez los pacientes mueren por esta causa, ya que en las etapas finales prácticamente no desarrollan ninguna actividad física, por el severo compromiso global de la musculatura esquelética.
Está descrito en múltiples trabajos el compromiso intelectual de estos pacientes, el cual no sería progresivo. Existen una serie de ciertos síntomas característicos de la: cierta dificultad para mantener la cabeza erguida cuando son muy pequeños, y después cuando empiezan a caminar, así como un desarrollo notable de las pantorrillas por gordura, una pseudo hipertrofia. Se cae a menudo, puede parecer torpe, o empezar a caminar de puntas porque no puede aplanar los pies por un tendón encogido (pie equino).

### Becker Distrofia Muscular
BMD comparte todas las características clínicas de la forma grave de la DMD, pero tiene un curso más benigno. La enfermedad comienza en la primera década, aunque los padres suelen notar los primeros signos de debilidad más tarde debido a los síntomas más leves. Ocasionalmente, inicio de los síntomas se retrasa hasta la cuarta década o más tarde. La hipertrofia muscular, contracturas, y el patrón de debilidad son similares a la observada en la DMD. Estos chicos, sin embargo, continúan caminar de forma independiente después de la edad de 15 años y no podrá usar una silla de ruedas hasta que estén en los 20 años o incluso más tarde. Quejas frecuentes en adolescentes con DMO son calambres en las piernas y dolores musculares de otro tipo, a menudo asociados con el ejercicio y son más graves que en DMD. Una parte significativa de estos pacientes tienen una cardiomiopatía que puede ser más incapacitante que la debilidad. El trasplante cardíaco ha sido muy exitoso en algunos pacientes con esta forma de la enfermedad.
Al igual que con DMD, los niveles séricos de CK son elevados, pero no suele ser más alto. EMG demuestra características miopáticos. Estas anormalidades son no específicos, sin embargo, y el diagnóstico requiere la demostración de una mutación en el gen de la distrofina o cantidad reducida o el tamaño de la distrofina en la biopsia muscular. La inmunotinción de tejido muscular con Dys 1, 2 Dys, y anticuerpos Dys 3 de mayo o no pueden demostrar un patrón de tinción anormal. Por lo tanto, el diagnóstico definitivo requiere a menudo la cuantificación de la distrofina en el músculo con inmunotransferencia (Western blot) estudios.
Debido a que los niños no tienen muchos problemas en los primeros años, hay una menor necesidad de fisioterapia agresiva, la reconstrucción quirúrgica y férulas nocturnas. Los pacientes con densidad mineral ósea son menos propensos a desarrollar cifoescoliosis, tal vez por falta de confinamiento en silla de ruedas hasta que la columna vertebral se ha vuelto completamente madura.